# José Moreira de Melo
José Moreira de Melo (* 3. August 1941 in Serra do Salitre, Minas Gerais, Brasilien) ist ein brasilianischer Geistlicher und emeritierter römisch-katholischer Bischof von Itapeva.

## Leben
José Moreira de Melo empfing am 27. Januar 1968 das Sakrament der Priesterweihe für das Bistum Patos de Minas.
Am 17. Januar 1996 ernannte ihn Papst Johannes Paul II. zum Bischof von Itapeva. Der Bischof von Patos de Minas, João Bosco Oliver de Faria, spendete ihm am 25. März desselben Jahres die Bischofsweihe; Mitkonsekratoren waren der Erzbischof von Uberaba, Benedito de Ulhôa Vieira, und der Erzbischof von Sorocaba, José Lambert Filho CSS.
Papst Franziskus nahm am 19. Oktober 2016 seinen altersbedingten Rücktritt an.